# Хванге (национальный парк)
Национальный парк Хванге (англ. Hwange National Park) (ранее Wankie Game Reserve) — крупнейший национальный парк в Зимбабве. Его площадь составляет около 14 600 кв. км. Он расположен на северо-западе страны, недалеко от главной дороги между Булавайо и водопадом Виктория. Ближайший город — Дете.

## История
Национальный парк Хванге был основан в 1928 году, с 1961 года действует как национальный парк. Он рассматривается для включения в трансграничную заповедную зону Каванго-Замбези, охватывающую пять стран.

### Случаи браконьерства
В 2011 году браконьеры убили девять слонов, пять львов и двух буйволов.
В октябре 2013 года было обнаружено, что браконьеры убили большое количество африканских слонов цианидом, отравив их водопой. Экологи заявили, что этот инцидент стал крупнейшим незаконным убийством животных в Южной Африке за 25 лет. Было проведено два воздушных обследования для определения масштабов гибели животных, и в первом обследовании было обнаружено 19 туш, а во втором — еще 84 туши. Трое браконьеров были арестованы и осуждены. Все преступления, связанные с браконьерством на королевских животных и слонов, теперь имеют обязательное наказание в виде 9 лет лишения свободы.

### Инциденты на охоте с Сесилом и Ксандой
Примерно 1 июля 2015 года был убит Сесил, лев, проживший в национальном парке Хванге 13 лет. Это событие вызвало широкое освещение в социальных сетях и петицию, призывающую президента Зимбабве Роберта Мугабе запретить охоту на крупную дичь. Уолтер Палмер, убийца Сесила, имел разрешение на охоту и не был обвинен в совершении какого-либо преступления, поскольку все его документы были в порядке. Власти Зимбабве заявили, что он может свободно посещать страну. Первоначально обвинения были предъявлены Тео Бронкхорсту, проводнику Палмера, за «неспособность остановить незаконную охоту», но позже они были сняты с рассмотрения в суде.
Через два года после убийства Сесила его сына Ксанда постигла та же участь. В отличие от убийства его отца, убийство Ксанда не было признано незаконным, хотя и вызвало возмущение.

### Археологические, исторические и культурные памятники
Люди жили в этом регионе десятки тысяч лет, о чем свидетельствуют многочисленные археологические памятники, начиная с раннего каменного века и до исторической эпохи. Собиратели каменного века охотились и собирали в этом регионе, оставив многочисленные участки с каменными орудиями по всему сегодняшнему парку. Они вырезали отпечатки копыт животных на стенах убежищ из песчаника и несколько небольших наскальных рисунков на северо-западе парка. Люди железного века построили большие и маленькие каменные стены в парке, такие как Мтоа и Национальный памятник Бумбуси.

## Природа

### Флора
Парк находится недалеко от края пустыни Калахари, региона с небольшим количеством воды и очень редкой, ксерофильной растительностью. В лесах Калахари преобладают тик Замбези, песчаное каменное дерево (Baphia) и баугиния Калахари. Сезонные водно-болотные угодья образуют луга в этой области.
На севере и северо-западе парка преобладают леса мопане.
Хотя утверждается, что популяции слонов вызывают изменение структуры растительности, некоторые недавние исследования показывают, что это не так, даже с учетом значительного увеличения популяции слонов, зарегистрированного в конце 1980-х годов.

### Фауна
В парке обитает более 100 видов млекопитающих и 400 видов птиц, включая 19 крупных травоядных и восемь крупных плотоядных. Все особо охраняемые животные Зимбабве встречаются в Хванге, и это единственная охраняемая территория, где в небольших количествах встречаются сернобыки и бурые гиены.
Травоядные, питающиеся травой, чаще встречаются в районе Main Camp Wild Area и Linkwasha Concession Area, а смешанные виды чаще встречаются в районах Robins и Sinamatella Wild Areas, которые более густо покрыты лесами. Распространение колеблется в зависимости от сезона, крупные травоядные концентрируются в районах, где в сухой сезон ведется интенсивная откачка воды.
Считается, что популяция капских диких собак, встречающаяся в Хванге, относится к одной из крупнейших сохранившихся групп в Африке на сегодняшний день, наряду с популяцией в Национальном парке Крюгера и заповеднике Селус. Другие крупные хищники включают льва, распространение и охота которого в Хванге тесно связаны с водоемами и водопоями. С 2005 года охраняемая территория считается территорией сохранения львов вместе с дельтой Окаванго. Африканский леопард, пятнистая гиена и гепард также встречаются в национальном парке.
Слоны чрезвычайно преуспели в Хванге, и популяция увеличилась намного выше, чем та, которую естественным образом может прокормить такая территория. Эта популяция слонов оказала большую нагрузку на ресурсы парка. Было много споров о том, как с этим бороться, и власти парков проводили отстрел для сокращения популяции, особенно в период с 1967 по 1986 год. Популяция слонов удвоилась за пять лет после окончания отстрела в 1986 году.
Научные службы национальных парков координируют два крупных природоохранных и исследовательских проекта в парке:
- Национальный проект по леопарду, в рамках которого изучается численность для получения исходных данных для последующего сравнительного анализа со статусом леопарда в районах потребления (охоты) и на общинных землях, граничащих с национальным парком. Это осуществляется в Хванге совместно с Отделом охраны и исследований дикой природы Оксфордского университета и Dete Animal Rescue Trust, зарегистрированным фондом охраны дикой природы[40].
- Проект Painted Dog: проект направлен на защиту и увеличение ареала и численности африканской дикой собаки как в Зимбабве, так и в других местах Африки, и осуществляется через организацию Painted Dog Conservation в Дете[41].

### География и геология
Большая часть парка залегает под песками Калахари. На северо-западе находятся базальтовые лавовые потоки формации Батока, простирающиеся от юга Бумбуси до границы с Ботсваной. В северо-центральной части, от Синамателлы на восток, находятся граниты и гнейсы Камативи-Дете Инлиер, а более мелкие инлиеры этих пород встречаются в базальтах на северо-западе.
Север и северо-запад парка дренируются реками Дека и Лукоси и их притоками, а дальний юг дренируется рекой Гвабадзабуя, притоком реки Ната. В остальной части парка нет рек, хотя в основном лагере и районах Линкваша есть ископаемые дренажные каналы, которые образуют сезонные водно-болотные угодья. В этих районах без рек образовались травянистые углубления и котловины. Некоторые из них, например, многие котловины в районе Шумбы, заполняются дождевой водой, в то время как другие, например, Нгвешла, Шакванки и Нехимба, питаются естественными просачиваниями грунтовых вод. Многие котловины дополнительно снабжаются водой, выкачиваемой из-под земли властями парка.

### Места, представляющие интерес

#### Основная территория лагеря
- Лагерь Умтшиби, штаб-квартира подразделения по обслуживанию парка[50];
- Руины Мтоа и Пан;
- Долина Допи, ископаемая река, содержащая Допи Пан;
- Долина Кеннеди, ископаемая река, также известная как Массумамалиса, содержащая Кеннеди 1, Кеннеди 2 (названная в честь сэра Джона Нобла Кеннеди, губернатора Южной Родезии[50]) и Массумамалиса (Сомалиса) Пан;
- Долина Манга, ископаемая река, также известная как Аманга, содержащая Манга Пан;
- Долина Ньямандхлову (название относится к мясу слона) и площадка для наблюдения за дичью, одно из самых популярных мест для наблюдения за дичью[4];
- Долина Гувалала и площадка для наблюдения за дичью, восстановленная скаутами из Кента, Великобритания, в 1990-х годах[51];
- Долина Дом, где часто можно увидеть льва[4];
- Долина Чиваса;
- Долина Лонгоне, названная в честь шеф-повара во время первого время смотрителя[50];
- Нгвешла Пан, водопой, часто посещаемый дичью еще до провозглашения парка[4];
- Шапи Пан, еще один водопой, часто посещаемый дичью еще до провозглашения парка[4] и бывший штаб-квартирой отдела по обслуживанию парка[50];
- Сибая Пан.

#### Район Синамателла
- Чавато-Спрингс, минеральный источник к северо-западу от Синамателлы, на дороге Бумбуси[52];
- Весна Дабашуро (Добашура), минеральный источник к западу от Синамателлы[52];
- Солт-Спрингс;
- Горячие источники Тшакабика, термальный источник на восток от Синамателлы[52];
- Река Лукоси;
- Плотина Мандаву и место для пикника;
- Плотина Масума, с соломенным навесом с видом на плотину, а также местом для кемпинга и пикника[53];
- Новая плотина Иньянту;
- Плотина Чомпани;
- Дандари (Дандаро) Влей, Равнины и Пан;
- Капула Влей;
- Тирига (Трига) Влей, ископаемая река;
- Шума Панс, ряд водоемов, часто посещаемых дичью еще до провозглашения парка, с укрытием и местом для пикника[4];
- Нехимба Пан;
- Чомпани Пан.

#### Концессионная зона Линкваша
- Инквази Влей, ископаемая река;
- Макололо Панс и Равнины;
- Сомавундла Пан.

#### Дикая местность Дзиванини
- Липути (Либути) Лагерь и колодец. Название означает место встречи[4];
- Кордозиба ворота;
- Река Ната;
- Река Гвабазабуя (Гвабадзабуя);
- Плотина Лимпанди;
- Дзиванини (Сибанини) Пан и илистые отмели.

#### Заповедник Шакванки
- Шакванки Пан; название означает ухо и относится к его форме[50];
- Тамасанка Пан, на Охотничьей дороге от Тати до Мпандаматенга;
- Сикси Амабанди Пан.

#### Заповедная зона Цамхоле
- Tsamhole (Tsamahole) Pan и пожарная вышка, на краю обширных илистых отмелей. Название относится к водопою, принадлежащему двум людям[4];
- Bumbumutsa Pan; название означает шмель[4];
- Reedbuck vlei, в верховьях реки Дека.

## Размещение и кемпинг
В парке есть три больших лагеря отдыха и четыре меньших постоянных лагеря. История создания больших лагерей доступна в Интернете.

### Главный лагерь
Штаб-квартира парка, расположенная на северо-востоке, куда легко добраться по асфальтированной дороге от главной дороги Булавайо–Виктория-Фолс.

### Места для кемпинга и пикника
Кроме того, ночевка в палатках разрешена на пикниковых площадках и некоторых платформах с видом на водопои; бронирование должно быть сделано заранее в совете национальных парков. Кемпинг ограничен одной группой за раз, и в течение дня объекты открыты для всех посетителей. Места:
- Платформа Нямандхлову;
- Платформа Гувалала;
- Площадка для пикника Кеннеди 1;
- Площадка для пикника Jambile;
- Лагерь Нгвешла;
- Лагерь Шумба;
- Лагерь Масума, полностью огражденная площадка с двумя туалетами со смывом, душем и раскрытием с видом на плотину[53];
- Плотина Мандаву;
- Открытие на плотине Детима[30].

## Внешние ссылки
- Protected Planet page on Hwange Архивировано 16 июня 2013 года.
- Zimparks Hwange Official web page Архивировано 21 марта 2012 года.